# Tokugawa Jikki
Das Tokugawa Jikki (jap. 徳川實記, dt. „Wahre Geschichte des Hauses Tokugawa“) ist ein offiziöses Geschichtswerk, das die politische Geschichte der ersten zehn Tokugawa-Shogune der Edo-Zeit, von Tokugawa Ieyasu bis Ieharu, im Stile der Kaisergeschichten darstellt.

## Entstehung und Inhalt
An seiner Zusammenstellung waren von 1809 bis 1849 etwa zwanzig Historiker, unter der Leitung von Hayashi Jussai, beteiligt. 
Das Werk ist in 516 Kapitel gegliedert. Es gibt die Quellen in einem chronologisch angelegen Text. Insgesamt ist die Darstellung objektiv und zuverlässig.
Als Fortsetzung des Grundwerkes war das Zoku Tokugawa Jikki (續徳川實紀) geplant. Dieses sollte über die 50-jährige Amtszeit von Tokugawa Ienari berichten. Die Meiji-Restauration verhinderte die Vollendung.

## Druckausgaben
- Narushima Motonao (1778–1862; 成島 司直): Tokugawa Jikki. Keizai Zasshisha, Tokyo 1904, 2 Bände; Neudruck: Yoshikawa Kobunkan, Tokyo 1976
- Kuroita Katsumi (Hrsg.; 1874–1946; 黒板 勝美): Tokugawa Jikki. 1933–1936, 10 Bände.; verschiedene Neudrucke: u. a. ISBN 464200341X (Band 1; 1998)
- Zoku Tokugawa Jikki; Tokio 1905–07 (經濟雜誌社), 5 Bände (als Quellensammlung); Neudruck in: 國史大系 Bände.: 48-52